# Мошегов, Игнатий Николаевич
Игнатий Николаевич Мошегов (20 мая 1880, Дурово, Кочёвская волость, Чердынский уезд, Пермская губерния — 1965) — коми-пермяцкий писатель.

## Биография
Появился на свет Игнатий Мошегов 20 мая 1880 года в деревне Дурово Чердынского уезда Пермской губернии в семье коми-пермяков. Его родители были многодетны.
Игнатий окончил Кочевскую народную школу и школу высшей ступени в селе Юрла.
Родители поддерживали стремление Игнатия продолжить учёбу в Бирской инородческой учительской семинарии.
Закончив Бирскую учительскую семинарию, Мошегов получил профессию учителя и учил детей в деревне Пистог.
Вместе с другим учителем решается на то, чтобы обучать местных детей на их родном коми-пермяцком языке. В 1908 году Мошегова и его товарища-учителя, обучавших детей на коми-пермяцком, выгнали из школы. Четыре года Игнатий был без работы.
Аграрная реформа, развернувшаяся в крае в 1912 году, потребовала много грамотных людей. Мошегов стал одним из первых землемеров. Игнатий занимался переделом крестьянских земельных наделов.
В 1915 году Игнатия Николаевича призывают в царскую армию и направляют в Омск, а потом — в Ташкент, где он учился в офицерском училище.
В мае следующего года по окончании курсов Игнатию присвоили звание прапорщика и отправили на фронт. Участвовал в боях в Румынии и Галиции. Получил множество наград, в том числе орден Святой Анны.
Во время выполнения боевой операции Мошегов вместе с группой своих однополчан попадает в германский плен. Освободился из него лишь в 1918 году.
Вернулся домой после Октябрьской революции. После начала гражданской войны его насильно забирают в колчаковскую армию. Колчаковцы насильно назначают Игнатия Мошегова комендантом Юрлинского сельского прихода. В июне 1919 года колчаковцы под натиском красных были вынуждены сдать позиции и отступить в Сибирь.
Решает поехать в Томск, где заболел тифом и попал в больницу. После лечения его забрали в Красную армию, но бывшему белому офицеру не верили. Мошегова не спешили отправлять из Красного Села под Петроградом добровольцем на польский фронт. Вместо этого его на неопределённый срок определили в фильтрационную часть, откуда по нескольку десятков человек ежедневно уводили на расстрел. Игнатий боялся ареста и расстрела и принял решение уйти за границу.
Таким образом Мошегов оказывался в Эстонии, а в октябре 1920 года мигрировал в Финляндию. Для перехода в Финляндию эстонские власти передали ему деньги и паспорт. Долгое время эмигрант довольствовался случайными заработками за публичные лекции и редкие публикации в газетах. В Финляндии Игнатий Мошегов занимался научными разработками в области филологии и истории и пробовал свои силы на писательском поприще.
Игнатий Мошегов стремился активизировать финно-угорские связи. В 1921 году в Хельсинки состоялся первый школьный конгресс, который заложил основы финно-угорским культурным конгрессам, проходившим через 3-5 лет в Хельсинки, в Таллине, в Будапеште.
Мошегов взял себе литературный псевдоним — Игнатий Мöсшег. В 1922 году он опубликовал книгу «Правда о большевизме», повествующую о борьбе красных и белых и о службе Игнатия в армии. В 20-е годы XX века публикации Мошегова выходили в свет в Сыктывкаре в журнале «Коми му»
В 1924 году в городе Ювяскюля, в издательстве «Гуммерус» впервые вышла автобиографическая повесть Игнатия Мошегова «В восточном чёртовом котле».
В 1930 году Мошегов купил в городе Тампере магазин, в 1933 году — магазин в Хельсинки. Игнатий занимался историей финно-угорских народов. Публиковался в европейских странах. Статьи и книги Мошегова выходили в свет на русском, финском, эстонском, польском, французском языках. В 1930—1931 годах он издал книгу «Угнетённые народы прошлой и современной Москвы и северо-восточной Европы» в Хельсинки и в Варшаве.
В 1939 году он — гражданин Финляндии.
Умер в 1965 году.

## Семья
- Жена Игнатия, Марфа Яковлевна, не решилась на второй брак и одна растила в родной деревне троих сыновей. Власти и соседи всячески унижали и издевались над Марфой за белогвардейское прошлое её мужа. Умерла в 1955 году в возрасте 66 лет.
- Степан, один из сыновей, в 1937 году как сын белогвардейского офицера был репрессирован и погиб в тюрьме.
- Другой сын Игнатия, Григорий, погиб на фронте в годы Отечественной войны.
- Средний сын Игнатия, Константин ещё в двадцатые годы покинул родную деревню и никогда её не посещал. Жил и работал в Сибири. Правительство Финляндии много раз пыталось найти родственников Игнатия Мошегова в СССР. Последний раз сообщения из-за рубежа в Кочево приходили в 1968 году. Близкие побоялись признаться в родстве с эмигрантом. И лишь в 1994 году Константин, проживавший в то время в Курске, посетил могилу отца.

## Память
Известный кинорежиссёр Анатолий Балуев в 1994 году снял о Мошегове документальный фильм «Волны».